# 五営区
五営区（ごえい-く）は中華人民共和国黒竜江省伊春市にかつて存在した区。

## 行政区画
2街道を管轄：
- 街道弁事処：五営街道、五星街道

## 交通

### 鉄道
- 中国鉄路総公司
  - 南烏線

（伊春方面）- 五営駅 -（烏伊嶺方面）